# CONCACAF Champions League 2019
De CONCACAF Champions League 2019 is de elfde editie van de CONCACAF Champions League, een jaarlijks voetbaltoernooi voor clubs uit Noord- en Centraal-Amerika en de Caraïben, georganiseerd door de CONCACAF. Sinds 2015 is de officiële naam van het toernooi Scotiabank CONCACAF Champions League.

## Schema
| Toernooi         | Loting                                | Ronde        | 1e wedstrijd              | 2e wedstrijd          |
| ---------------- | ------------------------------------- | ------------ | ------------------------- | --------------------- |
| CONCACAF League  | 23 mei 2018 (Miami, Verenigde Staten) | Laatste 16   | 31 juli - 1 augustus 2018 | 7-9 augustus 2018     |
| CONCACAF League  | 23 mei 2018 (Miami, Verenigde Staten) | Kwartfinale  | 21-23 augustus 2018       | 28-30 augustus 2018   |
| CONCACAF League  | 23 mei 2018 (Miami, Verenigde Staten) | Halve finale | 18 -20 september 2018     | 25 -27 september 2018 |
| CONCACAF League  | 23 mei 2018 (Miami, Verenigde Staten) | Finale       | 23-25 oktober 2018        | 30 oktober 2018       |
| Champions League | nnb                                   | Laatste 16   | februari 2019             | februari - maart 2019 |
| Champions League | nnb                                   | Kwartfinale  | maart 2019                | maart 2019            |
| Champions League | nnb                                   | Halve finale | april 2019                | april 2019            |
| Champions League | nnb                                   | Finale       | april 2019                | april 2019            |

## CONCACAF Champions League
| Tweede fase (Champions League) | Tweede fase (Champions League) | Tweede fase (Champions League) | Tweede fase (Champions League) |
| ------------------------------ | ------------------------------ | ------------------------------ | ------------------------------ |
| Tigres UANL                    | Santos Laguna                  | CF Monterrey                   | Deportivo Toluca               |
| Sporting Kansas City           | Atlanta United                 | Houston Dynamo                 | New York Red Bulls             |
| Deportivo Saprissa             | Alianza FC                     | CD Guastatoya                  | Toronto FC                     |
| Independiente FC               | Atlético Pantoja               | Club Marathón                  | CS Herediano                   |

## Speelschema
|  | 1/8 finale           | 1/8 finale           | 1/8 finale |                    |   | kwartfinale | kwartfinale | kwartfinale |  |  | halve finale | halve finale | halve finale |  |  | finale | finale |
|  |                      |                      |            |                    |   |             |             |             |  |  |              |              |              |  |  |        |        |
|  |                      |                      |            |                    |   |             |             |             |  |  |              |              |              |  |  |        |        |
|  |                      |                      |            |                    |   |             |             |             |  |  |              |              |              |  |  |        |        |
|  | Alianza FC           | 0                    | 0          |                    |   |             |             |             |  |  |              |              |              |  |  |        |        |
|  | Alianza FC           | 0                    | 0          |                    |   |             |             |             |  |  |              |              |              |  |  |        |        |
|  | CF Monterrey         | 0                    | 1          |                    |   |             |             |             |  |  |              |              |              |  |  |        |        |
|  | CF Monterrey         | 0                    | 1          | CF Monterrey       | 3 | 0           |             |             |  |  |              |              |              |  |  |        |        |
|  |                      |                      |            | CF Monterrey       | 3 | 0           |             |             |  |  |              |              |              |  |  |        |        |
|  |                      | Atlanta United       | 0          | 1                  |   |             |             |             |  |  |              |              |              |  |  |        |        |
|  | CS Herediano         | Atlanta United       | 0          | 1                  | 3 | 0           |             |             |  |  |              |              |              |  |  |        |        |
|  | CS Herediano         |                      |            |                    | 3 | 0           |             |             |  |  |              |              |              |  |  |        |        |
|  | Atlanta United       | 1                    | 4          |                    |   |             |             |             |  |  |              |              |              |  |  |        |        |
|  | Atlanta United       | 1                    | 4          | CF Monterrey       | 5 | 5           |             |             |  |  |              |              |              |  |  |        |        |
|  |                      |                      |            | CF Monterrey       | 5 | 5           |             |             |  |  |              |              |              |  |  |        |        |
|  |                      | Sporting Kansas City | 0          | 2                  |   |             |             |             |  |  |              |              |              |  |  |        |        |
|  | Independiente FC     | Sporting Kansas City | 0          | 2                  | 4 | 1           |             |             |  |  |              |              |              |  |  |        |        |
|  | Independiente FC     |                      |            |                    | 4 | 1           |             |             |  |  |              |              |              |  |  |        |        |
|  | Toronto FC           | 0                    | 1          |                    |   |             |             |             |  |  |              |              |              |  |  |        |        |
|  | Toronto FC           | 0                    | 1          | Independiente FC   | 2 | 0           |             |             |  |  |              |              |              |  |  |        |        |
|  |                      |                      |            | Independiente FC   | 2 | 0           |             |             |  |  |              |              |              |  |  |        |        |
|  |                      | Sporting Kansas City | 1          | 3                  |   |             |             |             |  |  |              |              |              |  |  |        |        |
|  | Sporting Kansas City | Sporting Kansas City | 1          | 3                  | 3 | 2           |             |             |  |  |              |              |              |  |  |        |        |
|  | Sporting Kansas City |                      |            |                    | 3 | 2           |             |             |  |  |              |              |              |  |  |        |        |
|  | Deportivo Toluca     | 0                    | 0          |                    |   |             |             |             |  |  |              |              |              |  |  |        |        |
|  | Deportivo Toluca     | 0                    | 0          | CF Monterrey       |   |             |             |             |  |  |              |              |              |  |  |        |        |
|  |                      |                      |            |                    |   |             |             |             |  |  |              |              |              |  |  |        |        |
|  |                      | Tigres UANL          |            |                    |   |             |             |             |  |  |              |              |              |  |  |        |        |
|  | CD Guastatoya        | 0                    | 1          |                    |   |             |             |             |  |  |              |              |              |  |  |        |        |
|  | CD Guastatoya        | 0                    | 1          |                    |   |             |             |             |  |  |              |              |              |  |  |        |        |
|  | Houston Dynamo       | 1                    | 2          |                    |   |             |             |             |  |  |              |              |              |  |  |        |        |
|  | Houston Dynamo       | 1                    | 2          | Houston Dynamo     | 0 | 0           |             |             |  |  |              |              |              |  |  |        |        |
|  |                      |                      |            | Houston Dynamo     | 0 | 0           |             |             |  |  |              |              |              |  |  |        |        |
|  |                      | Tigres UANL          | 2          | 1                  |   |             |             |             |  |  |              |              |              |  |  |        |        |
|  | Deportivo Saprissa   | Tigres UANL          | 2          | 1                  | 1 | 1           |             |             |  |  |              |              |              |  |  |        |        |
|  | Deportivo Saprissa   |                      |            |                    | 1 | 1           |             |             |  |  |              |              |              |  |  |        |        |
|  | Tigres UANL          | 0                    | 5          |                    |   |             |             |             |  |  |              |              |              |  |  |        |        |
|  | Tigres UANL          | 0                    | 5          | Tigres UANL        | 3 | 2           |             |             |  |  |              |              |              |  |  |        |        |
|  |                      |                      |            | Tigres UANL        | 3 | 2           |             |             |  |  |              |              |              |  |  |        |        |
|  |                      | Santos Laguna        | 0          | 3                  |   |             |             |             |  |  |              |              |              |  |  |        |        |
|  | Atlético Pantoja     | Santos Laguna        | 0          | 3                  | 0 | 0           |             |             |  |  |              |              |              |  |  |        |        |
|  | Atlético Pantoja     |                      |            |                    | 0 | 0           |             |             |  |  |              |              |              |  |  |        |        |
|  | New York Red Bulls   | 2                    | 3          |                    |   |             |             |             |  |  |              |              |              |  |  |        |        |
|  | New York Red Bulls   | 2                    | 3          | New York Red Bulls | 0 | 2           |             |             |  |  |              |              |              |  |  |        |        |
|  |                      |                      |            | New York Red Bulls | 0 | 2           |             |             |  |  |              |              |              |  |  |        |        |
|  |                      | Santos Laguna        | 2          | 4                  |   |             |             |             |  |  |              |              |              |  |  |        |        |
|  | Club Marathón        | Santos Laguna        | 2          | 4                  | 2 | 0           |             |             |  |  |              |              |              |  |  |        |        |
|  | Club Marathón        |                      |            |                    | 2 | 0           |             |             |  |  |              |              |              |  |  |        |        |
|  | Santos Laguna        | 6                    | 5          |                    |   |             |             |             |  |  |              |              |              |  |  |        |        |
|  | Santos Laguna        | 6                    | 5          |                    |   |             |             |             |  |  |              |              |              |  |  |        |        |

#### Achtste finales
| Team 1               | Tot.   | Team 2             | 1e wedstr. | 2e wedstr. |
| -------------------- | ------ | ------------------ | ---------- | ---------- |
| Club Marathón        | 2 – 11 | Santos Laguna      | 2 – 6      | 0 – 5      |
| Atlético Pantoja     | 0 – 5  | New York Red Bulls | 0 – 2      | 0 – 3      |
| Deportivo Saprissa   | 2 – 5  | Tigres UANL        | 1 – 0      | 1 – 5      |
| CD Guastatoya        | 1 – 3  | Houston Dynamo     | 0 – 1      | 1 – 2      |
| Sporting Kansas City | 5 – 0  | Deportivo Toluca   | 3 – 0      | 2 – 0      |
| Independiente FC     | 5 – 1  | Toronto FC         | 4 – 0      | 1 – 1      |
| CS Herediano         | 3 – 5  | Atlanta United     | 3 – 1      | 0 – 4      |
| Alianza FC           | 0 – 1  | CF Monterrey       | 0 – 0      | 0 – 1      |

##### Wedstrijden

###### Heen- en terugwedstrijden
|                            |                          |       |                                                     |                                                                                        |
| 20 februari 2019 20:00 uur | Club Marathón            | 2 – 6 | Santos Laguna                                       | Stadion: Estadio Olímpico Metropolitano, San Pedro Sula Scheidsrechter: Yadel Martínez |
| 20 februari 2019 20:00 uur | Ramírez 50' Arboleda 74' |       | 19', 32', 38' Correa 49' Dória 61' Moreno 68' Furch | Stadion: Estadio Olímpico Metropolitano, San Pedro Sula Scheidsrechter: Yadel Martínez |
| 20 februari 2019 20:00 uur |                          |       |                                                     | Stadion: Estadio Olímpico Metropolitano, San Pedro Sula Scheidsrechter: Yadel Martínez |
| 20 februari 2019 20:00 uur |                          |       |                                                     | Stadion: Estadio Olímpico Metropolitano, San Pedro Sula Scheidsrechter: Yadel Martínez |
|                            |                          |       |                                                     |                                                                                        |

|                                                                                |                                                               |       |               |                                                               |
| 27 februari 2019 20:00 uur                                                     | Santos Laguna                                                 | 5 – 0 | Club Marathón | Stadion: Estadio Corona, Torreón Scheidsrechter: Drew Fischer |
| 27 februari 2019 20:00 uur                                                     | Moreno 19' Furch 22' Rivas 31' Aguirre 81' De Buen 85' (pen.) |       |               | Stadion: Estadio Corona, Torreón Scheidsrechter: Drew Fischer |
| 27 februari 2019 20:00 uur                                                     |                                                               |       |               | Stadion: Estadio Corona, Torreón Scheidsrechter: Drew Fischer |
| 27 februari 2019 20:00 uur                                                     |                                                               |       |               | Stadion: Estadio Corona, Torreón Scheidsrechter: Drew Fischer |
| Bijz.: Santos Laguna won over twee wedstrijden met een totaalscore van 2 – 11. |                                                               |       |               |                                                               |

|                            |                  |                               |                    |                                                                                       |
| 20 februari 2019 20:00 uur | Atlético Pantoja | 0 – 2                         | New York Red Bulls | Stadion: Estadio Olímpico Félix Sánchez, Santo Domingo Scheidsrechter: Ismael Cornejo |
| 20 februari 2019 20:00 uur |                  | 39' (e.d.) Innocent 66' Royer |                    | Stadion: Estadio Olímpico Félix Sánchez, Santo Domingo Scheidsrechter: Ismael Cornejo |
| 20 februari 2019 20:00 uur |                  |                               |                    | Stadion: Estadio Olímpico Félix Sánchez, Santo Domingo Scheidsrechter: Ismael Cornejo |
| 20 februari 2019 20:00 uur |                  |                               |                    | Stadion: Estadio Olímpico Félix Sánchez, Santo Domingo Scheidsrechter: Ismael Cornejo |
|                            |                  |                               |                    |                                                                                       |

|                                                                                    |                                     |       |                  |                                                                                  |
| 27 februari 2019 20:00 uur                                                         | New York Red Bulls                  | 3 – 0 | Atlético Pantoja | Stadion: Red Bull Arena, Harrison Toeschouwers: 3.417 Scheidsrechter: John Pitti |
| 27 februari 2019 20:00 uur                                                         | Davis 27' Royer 32' (pen.) Ivan 75' |       |                  | Stadion: Red Bull Arena, Harrison Toeschouwers: 3.417 Scheidsrechter: John Pitti |
| 27 februari 2019 20:00 uur                                                         |                                     |       |                  | Stadion: Red Bull Arena, Harrison Toeschouwers: 3.417 Scheidsrechter: John Pitti |
| 27 februari 2019 20:00 uur                                                         |                                     |       |                  | Stadion: Red Bull Arena, Harrison Toeschouwers: 3.417 Scheidsrechter: John Pitti |
| Bijz.: New York Red Bulls won over twee wedstrijden met een totaalscore van 0 – 5. |                                     |       |                  |                                                                                  |

|                            |                    |       |             |                                                                          |
| 19 februari 2019 20:00 uur | Deportivo Saprissa | 1 – 0 | Tigres UANL | Stadion: Estadio Ricardo Saprissa, San José Scheidsrechter: Jair Marrufo |
| 19 februari 2019 20:00 uur | Venegas 73'        |       |             | Stadion: Estadio Ricardo Saprissa, San José Scheidsrechter: Jair Marrufo |
| 19 februari 2019 20:00 uur |                    |       |             | Stadion: Estadio Ricardo Saprissa, San José Scheidsrechter: Jair Marrufo |
| 19 februari 2019 20:00 uur |                    |       |             | Stadion: Estadio Ricardo Saprissa, San José Scheidsrechter: Jair Marrufo |
|                            |                    |       |             |                                                                          |

|                                                                             |                                                           |       |                    | |
| 26 februari 2019 22:00 uur                                                  | Tigres UANL                                               | 5 – 1 | Deportivo Saprissa | Stadion: Estadio Universitario, San Nicolás de los Garza Toeschouwers: 40.345 Scheidsrechter: Joel Aguilar |
| 26 februari 2019 22:00 uur                                                  | David 15' (e.d.) Valencia 25' (pen.), 27', 62' Vargas 37' |       | 45' Torres         | Stadion: Estadio Universitario, San Nicolás de los Garza Toeschouwers: 40.345 Scheidsrechter: Joel Aguilar |
| 26 februari 2019 22:00 uur                                                  |                                                           |       |                    | Stadion: Estadio Universitario, San Nicolás de los Garza Toeschouwers: 40.345 Scheidsrechter: Joel Aguilar |
| 26 februari 2019 22:00 uur                                                  |                                                           |       |                    | Stadion: Estadio Universitario, San Nicolás de los Garza Toeschouwers: 40.345 Scheidsrechter: Joel Aguilar |
| Bijz.: Tigres UANL won over twee wedstrijden met een totaalscore van 2 – 5. |                                                           |       |                    | |

|                            |               |             |                |                                                                                               |
| 19 februari 2019 22:00 uur | CD Guastatoya | 0 – 1       | Houston Dynamo | Stadion: Estadio Nacional Doroteo Guamuch Flores, Guatemala-Stad Scheidsrechter: Kimbell Ward |
| 19 februari 2019 22:00 uur |               | 84' Beasley |                | Stadion: Estadio Nacional Doroteo Guamuch Flores, Guatemala-Stad Scheidsrechter: Kimbell Ward |
| 19 februari 2019 22:00 uur |               |             |                | Stadion: Estadio Nacional Doroteo Guamuch Flores, Guatemala-Stad Scheidsrechter: Kimbell Ward |
| 19 februari 2019 22:00 uur |               |             |                | Stadion: Estadio Nacional Doroteo Guamuch Flores, Guatemala-Stad Scheidsrechter: Kimbell Ward |
|                            |               |             |                |                                                                                               |

|                                                                                |                  |       |               |                                                                                           |
| 26 februari 2019 20:00 uur                                                     | Houston Dynamo   | 2 – 1 | CD Guastatoya | Stadion: BBVA Compass Stadium, Houston Toeschouwers: 10.021 Scheidsrechter: Said Martínez |
| 26 februari 2019 20:00 uur                                                     | Manotas 77', 85' |       | 72' Navarro   | Stadion: BBVA Compass Stadium, Houston Toeschouwers: 10.021 Scheidsrechter: Said Martínez |
| 26 februari 2019 20:00 uur                                                     |                  |       |               | Stadion: BBVA Compass Stadium, Houston Toeschouwers: 10.021 Scheidsrechter: Said Martínez |
| 26 februari 2019 20:00 uur                                                     |                  |       |               | Stadion: BBVA Compass Stadium, Houston Toeschouwers: 10.021 Scheidsrechter: Said Martínez |
| Bijz.: Houston Dynamo won over twee wedstrijden met een totaalscore van 1 – 3. |                  |       |               |                                                                                           |

|                            |                                      |       |                  |                                                                                                 |
| 21 februari 2019 20:00 uur | Sporting Kansas City                 | 3 – 0 | Deportivo Toluca | Stadion: Children's Mercy Park, Kansas City Toeschouwers: 13.927 Scheidsrechter: Henry Bejarano |
| 21 februari 2019 20:00 uur | Németh 35' Fernandes 52' Sánchez 72' |       |                  | Stadion: Children's Mercy Park, Kansas City Toeschouwers: 13.927 Scheidsrechter: Henry Bejarano |
| 21 februari 2019 20:00 uur |                                      |       |                  | Stadion: Children's Mercy Park, Kansas City Toeschouwers: 13.927 Scheidsrechter: Henry Bejarano |
| 21 februari 2019 20:00 uur |                                      |       |                  | Stadion: Children's Mercy Park, Kansas City Toeschouwers: 13.927 Scheidsrechter: Henry Bejarano |
|                            |                                      |       |                  |                                                                                                 |

|                                                                                      |                  |                                |                      |                                                                     |
| 28 februari 2019 22:00 uur                                                           | Deportivo Toluca | 0 – 2                          | Sporting Kansas City | Stadion: Estadio Nemesio Díez, Toluca Scheidsrechter: Mario Escobar |
| 28 februari 2019 22:00 uur                                                           |                  | 8' Fernandes 62' (pen.) Németh |                      | Stadion: Estadio Nemesio Díez, Toluca Scheidsrechter: Mario Escobar |
| 28 februari 2019 22:00 uur                                                           |                  |                                |                      | Stadion: Estadio Nemesio Díez, Toluca Scheidsrechter: Mario Escobar |
| 28 februari 2019 22:00 uur                                                           |                  |                                |                      | Stadion: Estadio Nemesio Díez, Toluca Scheidsrechter: Mario Escobar |
| Bijz.: Sporting Kansas City won over twee wedstrijden met een totaalscore van 5 – 0. |                  |                                |                      |                                                                     |

|                            |                                    |       |            |                                                                           |
| 19 februari 2019 20:00 uur | Independiente FC                   | 4 – 0 | Toronto FC | Stadion: Estadio Agustín Sánchez, La Chorrera Scheidsrechter: Iván Barton |
| 19 februari 2019 20:00 uur | Ayarza 9' Browne 48' Ivey 52', 78' |       |            | Stadion: Estadio Agustín Sánchez, La Chorrera Scheidsrechter: Iván Barton |
| 19 februari 2019 20:00 uur |                                    |       |            | Stadion: Estadio Agustín Sánchez, La Chorrera Scheidsrechter: Iván Barton |
| 19 februari 2019 20:00 uur |                                    |       |            | Stadion: Estadio Agustín Sánchez, La Chorrera Scheidsrechter: Iván Barton |
|                            |                                    |       |            |                                                                           |

|                                                                                  |              |       |                  |                                                           |
| 26 februari 2019 22:00 uur                                                       | Toronto FC   | 1 – 1 | Independiente FC | Stadion: BMO Field, Toronto Scheidsrechter: Juan Calderón |
| 26 februari 2019 22:00 uur                                                       | Hamilton 19' |       | 67' Browne       | Stadion: BMO Field, Toronto Scheidsrechter: Juan Calderón |
| 26 februari 2019 22:00 uur                                                       |              |       |                  | Stadion: BMO Field, Toronto Scheidsrechter: Juan Calderón |
| 26 februari 2019 22:00 uur                                                       |              |       |                  | Stadion: BMO Field, Toronto Scheidsrechter: Juan Calderón |
| Bijz.: Independiente FC won over twee wedstrijden met een totaalscore van 5 – 1. |              |       |                  |                                                           |

|                            |                                    |       |                |                                                                                     |
| 21 februari 2019 22:00 uur | CS Herediano                       | 3 – 1 | Atlanta United | Stadion: Estadio Eladio Rosabal Cordero, Heredia Scheidsrechter: César Arturo Ramos |
| 21 februari 2019 22:00 uur | Ortiz 8' Azofeifa 34' Granados 49' |       | 41' Gressel    | Stadion: Estadio Eladio Rosabal Cordero, Heredia Scheidsrechter: César Arturo Ramos |
| 21 februari 2019 22:00 uur |                                    |       |                | Stadion: Estadio Eladio Rosabal Cordero, Heredia Scheidsrechter: César Arturo Ramos |
| 21 februari 2019 22:00 uur |                                    |       |                | Stadion: Estadio Eladio Rosabal Cordero, Heredia Scheidsrechter: César Arturo Ramos |
|                            |                                    |       |                |                                                                                     |

|                                                                                |                                                   |       |              |                                                                       |
| 28 februari 2019 20:00 uur                                                     | Atlanta United                                    | 4 – 0 | CS Herediano | Stadion: Mercedes-Benz Stadium, Atlanta Scheidsrechter: Oshane Nation |
| 28 februari 2019 20:00 uur                                                     | J. Martínez 1', 63' Gressel 9' González Pirez 83' |       |              | Stadion: Mercedes-Benz Stadium, Atlanta Scheidsrechter: Oshane Nation |
| 28 februari 2019 20:00 uur                                                     |                                                   |       |              | Stadion: Mercedes-Benz Stadium, Atlanta Scheidsrechter: Oshane Nation |
| 28 februari 2019 20:00 uur                                                     |                                                   |       |              | Stadion: Mercedes-Benz Stadium, Atlanta Scheidsrechter: Oshane Nation |
| Bijz.: Atlanta United won over twee wedstrijden met een totaalscore van 3 – 5. |                                                   |       |              |                                                                       |

|                            |            |       |              |                                                                         |
| 20 februari 2019 22:00 uur | Alianza FC | 0 – 0 | CF Monterrey | Stadion: Estadio Cuscatlán, San Salvador Scheidsrechter: Kevin Morrison |
| 20 februari 2019 22:00 uur |            |       |              | Stadion: Estadio Cuscatlán, San Salvador Scheidsrechter: Kevin Morrison |
| 20 februari 2019 22:00 uur |            |       |              | Stadion: Estadio Cuscatlán, San Salvador Scheidsrechter: Kevin Morrison |
| 20 februari 2019 22:00 uur |            |       |              | Stadion: Estadio Cuscatlán, San Salvador Scheidsrechter: Kevin Morrison |
|                            |            |       |              |                                                                         |

|                                                                              |                    |       |            |                                                                        |
| 27 februari 2019 22:00 uur                                                   | CF Monterrey       | 1 – 0 | Alianza FC | Stadion: Estadio BBVA Bancomer, Guadalupe Scheidsrechter: David Gantar |
| 27 februari 2019 22:00 uur                                                   | Sánchez 86' (pen.) |       |            | Stadion: Estadio BBVA Bancomer, Guadalupe Scheidsrechter: David Gantar |
| 27 februari 2019 22:00 uur                                                   |                    |       |            | Stadion: Estadio BBVA Bancomer, Guadalupe Scheidsrechter: David Gantar |
| 27 februari 2019 22:00 uur                                                   |                    |       |            | Stadion: Estadio BBVA Bancomer, Guadalupe Scheidsrechter: David Gantar |
| Bijz.: CF Monterrey won over twee wedstrijden met een totaalscore van 0 – 1. |                    |       |            |                                                                        |

#### Kwartfinales
| Team 1             | Tot.  | Team 2               | 1e wedstr. | 2e wedstr. |
| ------------------ | ----- | -------------------- | ---------- | ---------- |
| New York Red Bulls | 2 – 6 | Santos Laguna        | 0 – 2      | 2 – 4      |
| Houston Dynamo     | 0 – 3 | Tigres UANL          | 0 – 2      | 0 – 1      |
| Independiente FC   | 2 – 4 | Sporting Kansas City | 2 – 1      | 0 – 3      |
| CF Monterrey       | 3 – 1 | Atlanta United       | 3 – 0      | 0 – 1      |

##### Wedstrijden

###### Heen- en terugwedstrijden
|                        |                    |                      |               |                                                                 |
| 5 maart 2019 20:00 uur | New York Red Bulls | 0 – 2                | Santos Laguna | Stadion: Red Bull Arena, Harrison Scheidsrechter: Said Martínez |
| 5 maart 2019 20:00 uur |                    | 42' Valdés 47' Furch |               | Stadion: Red Bull Arena, Harrison Scheidsrechter: Said Martínez |
| 5 maart 2019 20:00 uur |                    |                      |               | Stadion: Red Bull Arena, Harrison Scheidsrechter: Said Martínez |
| 5 maart 2019 20:00 uur |                    |                      |               | Stadion: Red Bull Arena, Harrison Scheidsrechter: Said Martínez |
|                        |                    |                      |               |                                                                 |

|                                                                               |                                       |       |                       |                                                             |
| 12 maart 2019 21:00 uur                                                       | Santos Laguna                         | 4 – 2 | New York Red Bulls    | Stadion: Estadio Corona, Torreón Scheidsrechter: John Pitti |
| 12 maart 2019 21:00 uur                                                       | Abella 72' Lozano 76', 81' Valdés 79' |       | 4' Fernandez 9' Royer | Stadion: Estadio Corona, Torreón Scheidsrechter: John Pitti |
| 12 maart 2019 21:00 uur                                                       |                                       |       |                       | Stadion: Estadio Corona, Torreón Scheidsrechter: John Pitti |
| 12 maart 2019 21:00 uur                                                       |                                       |       |                       | Stadion: Estadio Corona, Torreón Scheidsrechter: John Pitti |
| Bijz.: Santos Laguna won over twee wedstrijden met een totaalscore van 2 – 6. |                                       |       |                       |                                                             |

|                        |                |                           |             |                                                                                         |
| 5 maart 2019 22:00 uur | Houston Dynamo | 0 – 2                     | Tigres UANL | Stadion: BBVA Compass Stadium, Houston Toeschouwers: 16.890 Scheidsrechter: Iván Barton |
| 5 maart 2019 22:00 uur |                | 78' Valencia 81' Quiñones |             | Stadion: BBVA Compass Stadium, Houston Toeschouwers: 16.890 Scheidsrechter: Iván Barton |
| 5 maart 2019 22:00 uur |                |                           |             | Stadion: BBVA Compass Stadium, Houston Toeschouwers: 16.890 Scheidsrechter: Iván Barton |
| 5 maart 2019 22:00 uur |                |                           |             | Stadion: BBVA Compass Stadium, Houston Toeschouwers: 16.890 Scheidsrechter: Iván Barton |
|                        |                |                           |             |                                                                                         |

|                                                                             |             |       |                | |
| 12 maart 2019 23:00 uur                                                     | Tigres UANL | 1 – 0 | Houston Dynamo | Stadion: Estadio Universitario, San Nicolás de los Garza Toeschouwers: 41.615 Scheidsrechter: Yadel Martínez |
| 12 maart 2019 23:00 uur                                                     | Salcedo 68' |       |                | Stadion: Estadio Universitario, San Nicolás de los Garza Toeschouwers: 41.615 Scheidsrechter: Yadel Martínez |
| 12 maart 2019 23:00 uur                                                     |             |       |                | Stadion: Estadio Universitario, San Nicolás de los Garza Toeschouwers: 41.615 Scheidsrechter: Yadel Martínez |
| 12 maart 2019 23:00 uur                                                     |             |       |                | Stadion: Estadio Universitario, San Nicolás de los Garza Toeschouwers: 41.615 Scheidsrechter: Yadel Martínez |
| Bijz.: Tigres UANL won over twee wedstrijden met een totaalscore van 0 – 3. |             |       |                | |

|                        |                     |       |                      |                                                                                 |
| 6 maart 2019 20:00 uur | Independiente FC    | 2 – 1 | Sporting Kansas City | Stadion: Estadio Agustín Sánchez, La Chorrera Scheidsrechter: Fernando Guerrero |
| 6 maart 2019 20:00 uur | Ivey 39' Corpas 59' |       | 51' (pen.) Sánchez   | Stadion: Estadio Agustín Sánchez, La Chorrera Scheidsrechter: Fernando Guerrero |
| 6 maart 2019 20:00 uur |                     |       |                      | Stadion: Estadio Agustín Sánchez, La Chorrera Scheidsrechter: Fernando Guerrero |
| 6 maart 2019 20:00 uur |                     |       |                      | Stadion: Estadio Agustín Sánchez, La Chorrera Scheidsrechter: Fernando Guerrero |
|                        |                     |       |                      |                                                                                 |

|                                                                                      |                              |       |                  |                                                                                               |
| 14 maart 2019 20:00 uur                                                              | Sporting Kansas City         | 3 – 0 | Independiente FC | Stadion: Children's Mercy Park, Kansas City Toeschouwers: 13.212 Scheidsrechter: Joel Aguilar |
| 14 maart 2019 20:00 uur                                                              | Németh 74', 86' Espinoza 81' |       |                  | Stadion: Children's Mercy Park, Kansas City Toeschouwers: 13.212 Scheidsrechter: Joel Aguilar |
| 14 maart 2019 20:00 uur                                                              |                              |       |                  | Stadion: Children's Mercy Park, Kansas City Toeschouwers: 13.212 Scheidsrechter: Joel Aguilar |
| 14 maart 2019 20:00 uur                                                              |                              |       |                  | Stadion: Children's Mercy Park, Kansas City Toeschouwers: 13.212 Scheidsrechter: Joel Aguilar |
| Bijz.: Sporting Kansas City won over twee wedstrijden met een totaalscore van 2 – 4. |                              |       |                  |                                                                                               |

|                        |                                           |       |                |                                                                          |
| 6 maart 2019 22:00 uur | CF Monterrey                              | 3 – 0 | Atlanta United | Stadion: Estadio BBVA Bancomer, Guadalupe Scheidsrechter: Ismael Cornejo |
| 6 maart 2019 22:00 uur | Sánchez 17' (pen.) Pabón 80' Gallardo 84' |       |                | Stadion: Estadio BBVA Bancomer, Guadalupe Scheidsrechter: Ismael Cornejo |
| 6 maart 2019 22:00 uur |                                           |       |                | Stadion: Estadio BBVA Bancomer, Guadalupe Scheidsrechter: Ismael Cornejo |
| 6 maart 2019 22:00 uur |                                           |       |                | Stadion: Estadio BBVA Bancomer, Guadalupe Scheidsrechter: Ismael Cornejo |
|                        |                                           |       |                |                                                                          |

|                                                                              |                 |       |              |                                                                                             |
| 13 maart 2019 20:00 uur                                                      | Atlanta United  | 1 – 0 | CF Monterrey | Stadion: Mercedes-Benz Stadium, Atlanta Toeschouwers: 40.048 Scheidsrechter: Henry Bejarano |
| 13 maart 2019 20:00 uur                                                      | J. Martínez 78' |       |              | Stadion: Mercedes-Benz Stadium, Atlanta Toeschouwers: 40.048 Scheidsrechter: Henry Bejarano |
| 13 maart 2019 20:00 uur                                                      |                 |       |              | Stadion: Mercedes-Benz Stadium, Atlanta Toeschouwers: 40.048 Scheidsrechter: Henry Bejarano |
| 13 maart 2019 20:00 uur                                                      |                 |       |              | Stadion: Mercedes-Benz Stadium, Atlanta Toeschouwers: 40.048 Scheidsrechter: Henry Bejarano |
| Bijz.: CF Monterrey won over twee wedstrijden met een totaalscore van 3 – 1. |                 |       |              |                                                                                             |

#### Halve finales
| Team 1       | Tot.   | Team 2               | 1e wedstr. | 2e wedstr. |
| ------------ | ------ | -------------------- | ---------- | ---------- |
| Tigres UANL  | 5 – 3  | Santos Laguna        | 3 – 0      | 2 – 3      |
| CF Monterrey | 10 – 2 | Sporting Kansas City | 5 – 0      | 5 – 2      |

##### Wedstrijden

###### Heen- en terugwedstrijden
|                        |                             |       |               |                                                                                        |
| 3 april 2019 22:00 uur | Tigres UANL                 | 3 – 0 | Santos Laguna | Stadion: Estadio Universitario, San Nicolás de los Garza Scheidsrechter: Ismail Elfath |
| 3 april 2019 22:00 uur | Vargas 8' Valencia 27', 37' |       |               | Stadion: Estadio Universitario, San Nicolás de los Garza Scheidsrechter: Ismail Elfath |
| 3 april 2019 22:00 uur |                             |       |               | Stadion: Estadio Universitario, San Nicolás de los Garza Scheidsrechter: Ismail Elfath |
| 3 april 2019 22:00 uur |                             |       |               | Stadion: Estadio Universitario, San Nicolás de los Garza Scheidsrechter: Ismail Elfath |
|                        |                             |       |               |                                                                                        |

|                                                                             |                           |       |                           |                                                              |
| 10 april 2019 20:00 uur                                                     | Santos Laguna             | 3 – 2 | Tigres UANL               | Stadion: Estadio Corona, Torreón Scheidsrechter: Marco Ortiz |
| 10 april 2019 20:00 uur                                                     | Furch 41', 60' Valdés 77' |       | 11' Valencia 34' Quiñones | Stadion: Estadio Corona, Torreón Scheidsrechter: Marco Ortiz |
| 10 april 2019 20:00 uur                                                     |                           |       |                           | Stadion: Estadio Corona, Torreón Scheidsrechter: Marco Ortiz |
| 10 april 2019 20:00 uur                                                     |                           |       |                           | Stadion: Estadio Corona, Torreón Scheidsrechter: Marco Ortiz |
| Bijz.: Tigres UANL won over twee wedstrijden met een totaalscore van 5 – 3. |                           |       |                           |                                                              |

|                        |                                                           |       |                      |                                                                         |
| 4 april 2019 22:00 uur | CF Monterrey                                              | 5 – 0 | Sporting Kansas City | Stadion: Estadio BBVA Bancomer, Guadalupe Scheidsrechter: Mario Escobar |
| 4 april 2019 22:00 uur | Pabón 8', 76' Hurtado 14' Gallardo 55' Sánchez 70' (pen.) |       |                      | Stadion: Estadio BBVA Bancomer, Guadalupe Scheidsrechter: Mario Escobar |
| 4 april 2019 22:00 uur |                                                           |       |                      | Stadion: Estadio BBVA Bancomer, Guadalupe Scheidsrechter: Mario Escobar |
| 4 april 2019 22:00 uur |                                                           |       |                      | Stadion: Estadio BBVA Bancomer, Guadalupe Scheidsrechter: Mario Escobar |
|                        |                                                           |       |                      |                                                                         |

|                                                                               |                      |       |                                                         |                                                                                               |
| 11 april 2019 21:00 uur                                                       | Sporting Kansas City | 2 – 5 | CF Monterrey                                            | Stadion: Children's Mercy Park, Kansas City Toeschouwers: 18.467 Scheidsrechter: Joel Aguilar |
| 11 april 2019 21:00 uur                                                       | Fernandes 6', 29'    |       | 20', 90+1' Funes Mori 39' Pizarro 61' Layún 82' Hurtado | Stadion: Children's Mercy Park, Kansas City Toeschouwers: 18.467 Scheidsrechter: Joel Aguilar |
| 11 april 2019 21:00 uur                                                       |                      |       |                                                         | Stadion: Children's Mercy Park, Kansas City Toeschouwers: 18.467 Scheidsrechter: Joel Aguilar |
| 11 april 2019 21:00 uur                                                       |                      |       |                                                         | Stadion: Children's Mercy Park, Kansas City Toeschouwers: 18.467 Scheidsrechter: Joel Aguilar |
| Bijz.: CF Monterrey won over twee wedstrijden met een totaalscore van 10 – 2. |                      |       |                                                         |                                                                                               |

#### Finale
| Team 1      | Tot.  | Team 2       | 1e wedstr. | 2e wedstr. |
| ----------- | ----- | ------------ | ---------- | ---------- |
| Tigres UANL | 1 – 2 | CF Monterrey | 0 – 1      | 1 – 1      |

###### Heen- en terugwedstrijden
|                         |             |             |              |                                                                                     |
| 23 april 2019 22:00 uur | Tigres UANL | 0 – 1       | CF Monterrey | Stadion: Estadio Universitario, San Nicolás de los Garza Scheidsrechter: John Pitti |
| 23 april 2019 22:00 uur |             | 43' Sánchez |              | Stadion: Estadio Universitario, San Nicolás de los Garza Scheidsrechter: John Pitti |
| 23 april 2019 22:00 uur |             |             |              | Stadion: Estadio Universitario, San Nicolás de los Garza Scheidsrechter: John Pitti |
| 23 april 2019 22:00 uur |             |             |              | Stadion: Estadio Universitario, San Nicolás de los Garza Scheidsrechter: John Pitti |
|                         |             |             |              |                                                                                     |

|                      |                    |       |             |                                                                        |
| 1 mei 2019 22:00 uur | CF Monterrey       | 1 – 1 | Tigres UANL | Stadion: Estadio BBVA Bancomer, Guadalupe Scheidsrechter: Jair Marrufo |
| 1 mei 2019 22:00 uur | Sánchez 25' (pen.) |       | 85' Gignac  | Stadion: Estadio BBVA Bancomer, Guadalupe Scheidsrechter: Jair Marrufo |
| 1 mei 2019 22:00 uur |                    |       |             | Stadion: Estadio BBVA Bancomer, Guadalupe Scheidsrechter: Jair Marrufo |
| 1 mei 2019 22:00 uur |                    |       |             | Stadion: Estadio BBVA Bancomer, Guadalupe Scheidsrechter: Jair Marrufo |
|                      |                    |       |             |                                                                        |